# Solva micholitzi
Solva micholitzi är en tvåvingeart som först beskrevs av Günther Enderlein 1921.  Solva micholitzi ingår i släktet Solva och familjen lövträdsflugor. Inga underarter finns listade i Catalogue of Life.